# Odkaz budoucnosti aneb Podivuhodná dobrodružství rodiny Smolíkovy
Odkaz budoucnosti aneb Podivuhodná dobrodružství rodiny Smolíkovy (v maďarském originále Üzenet a jövőből – A Mézga család különös kalandjai) je první z animovaných maďarských televizních seriálů o rodince Smolíkových. Vznikl v roce 1969 a premiéru měl v roce 1970. České znění mělo premiéru v roce 1976.
Život obyčejné rodinky Smolíkových je poznamenán tím, že geniálnímu Ládínkovi se podaří navázat kontakt se svým potomkem, žijícím někdy kolem 30. století (v české verzi 33. století), jehož celé jméno zní Smolík lomeno osmi, to celé na druhou. Zkráceně mu říkají Sm Lom Os. Tento potomek se snaží řešit nejrůznější problémy Smolíkových tím, že jim posílá vynálezy z jeho doby, které ale vše ještě víc zkomplikují. Nedobrovolně se do patálií Smolíkových často připlete i jejich nevrlý soused Dr. Halíř.

## Seznam dílů
Při české premiéře v roce 1976 bylo odvysíláno pouze 11 dílů, zbylé dva se dočkaly uvedení na českých obrazovkách mnohem později. Pořadí dílů při české premiéře není známé[komu?], seznam počítá s dodržením současného[kdy?] oficiálního pořadí. Není ani zcela jasné, které díly byly napoprvé vynechány. Česká televize údajně ztratila dabing dílů Robot a Altabeat, musely být pro kompletní uvedení v roce 2000 předabovány – je pravděpodobné, že toto byly právě ty dva dříve neodvysílané díly. V české verzi byly díly seriálu o něco kratší – prostříhané. 
Při premiéře v Maďarsku byly díly vysílány v odlišném pořadí, než je současné oficiální.
Reprízy v Česku nedodržují současné[kdy?] oficiální pořadí.
| Č. v seriálu | Původní název | Český název               | Premiéra v Maďarsku | Česká premiéra  |
| ------------ | ------------- | ------------------------- | ------------------- | --------------- |
| 1            | A távszerviz  | Dálkový servis            | 11. ledna 1970      | 3. ledna 1976   |
| 2            | A csodabogyó  | Zázračné pilulky          | 29. března 1970     | 10. ledna 1976  |
| 3            | Memumo        | Meteoromutomotor          | 22. března 1970     | 17. ledna 1976  |
| 4            | Autó-tortúra  | Autopatálie               | 18. ledna 1970      | 24. ledna 1976  |
| 5            | Robotdirektor | Robot                     | 25. ledna 1970      | 19. března 2000 |
| 6            | Im-bolygó     | Létající talíř            | 22. února 1970      | 31. ledna 1976  |
| 7            | Agy-gyanta    | Mozková živice            | 1. března 1970      | 7. února 1976   |
| 8            | Időkibővítő   | Usměrňovač času           | 15. března 1970     | 14. února 1976  |
| 9            | Akerkiter     | Transmisní indikátor vůle | 15. února 1970      | 21. února 1976  |
| 10           | Góliát-fólia  | Urychlovač úrody          | 8. března 1970      | 28. února 1976  |
| 11           | Láthatatlanok | Neviditelní               | 8. února 1970       | 13. března 1976 |
| 12           | Alfa-beat-a   | Alfabeat                  | 1. února 1970       | 26. března 2000 |
| 13           | Mag-lak       | Superdům                  | 5. dubna 1970       | 20. března 1976 |

## Originální dabing
- Ládínek – Attila Némethy
- Pepa – Endre Harkányi
- Gábi – Ilona Győri
- Týna – Margit Földessy
- Zorro – Ottó Szabó
- Sm Lom Os – Rudolf Somogyvári

## Český dabing

### ČST Brno (1975)
- Ládínek – Karel Mišurec
- Pepa –  Otakar Vážanský
- Gábi – Libuše Billová
- Týna – Světlana Těšitelová
- Halíř – Pavel Kunert
- Sm Lom Os – Jiří Přichystal
- Dále v českém znění: Jiří Brož (hlasatel zpráv v televizi), Ivan Hojar (soused – rybář, ředitel kempování), Ladislav Suchánek (Pepův šéf, tlustý muž v táboře), Mirko Matoušek (strýc Oskar), Jaroslav Fert (pomocník ředitele cirkusu, fotbalový fanoušek), Vilém Lamparter (Zorro, bláznivý rybář), Oldřich Slavík a další

### Studio Grant (1999)
Dodabovány díly 5 a 12
- Ládínek – Jaroslav Kuneš
- Pepa – Václav Knop
- Gábi – Magdaléna Rychlíková
- Týna – Magda Reifová
- Halíř – Vladimír Čech
- Zorro – Jiří Bruder
- Sm Lom Os („zde Mz Lom Os“[p. 1]) – Ladislav Gerendáš
- Dále v českém znění: Bedřich Šetena (strýček z JZD), Filip Švarc (syn Pepova generálního ředitele), Vladimír Kudla (Kominík) a další